# Vajont

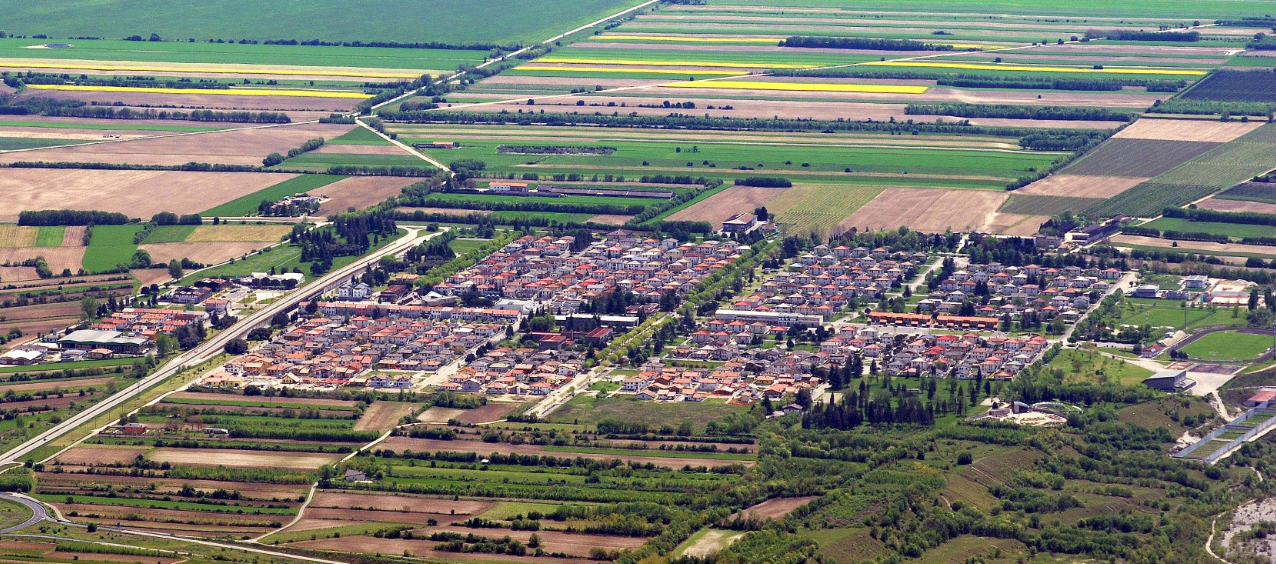
Vajont

Vajont is een gemeente in de Italiaanse provincie Pordenone (regio Friuli-Venezia Giulia) en telt 1560 inwoners (31-12-2004). De oppervlakte bedraagt 1,6 km², de bevolkingsdichtheid is 1349 inwoners per km².

## Geschiedenis
De gemeente werd in 1971 opgericht op het grondgebied van Maniago. Het was gebouwd om de mensen te huisvesten die geëvacueerd waren van Erto en Casso na de ramp van de Vajontdam in 1963.

## Demografie
Vajont telt ongeveer 613 huishoudens. Het aantal inwoners steeg in de periode 1991-2001 met 0,2% volgens cijfers uit de tienjaarlijkse volkstellingen van ISTAT.
| Jaar | Inwoneraantal |
| ---- | ------------- |
| 1991 | 1369          |
| 2001 | 1372          |

## Geografie
De gemeente ligt op ongeveer 287 m boven zeeniveau.
Vajont grenst aan de volgende gemeenten: Maniago.
Andreis · Arba · Arzene · Aviano · Azzano Decimo · Barcis · Brugnera · Budoia · Caneva · Casarsa della Delizia · Castelnovo del Friuli · Cavasso Nuovo · Chions · Cimolais · Claut · Clauzetto · Cordenons · Cordovado · Erto e Casso · Fanna · Fiume Veneto · Fontanafredda · Frisanco · Maniago · Meduno · Montereale Valcellina · Morsano al Tagliamento · Pasiano di Pordenone · Pinzano al Tagliamento · Polcenigo · Porcia · Pordenone · Prata di Pordenone · Pravisdomini · Roveredo in Piano · Sacile · San Giorgio della Richinvelda · San Martino al Tagliamento · San Quirino · Sequals · Sesto al Reghena · San Vito al Tagliamento · Spilimbergo · Tramonti di Sopra · Tramonti di Sotto · Travesio · Vajont · Valvasone · Vito d'Asio · Vivaro · Zoppola
1. ↑  https://demo.istat.it/?l=it.